# Unio Trium Nationum
Unio Trium Nationum (en llatí vol dir "Unió de les Tres Nacions") va ser un pacte d'ajuda mútua codificat el 1438 per tres estats del voivodat de Transsilvània: la noblesa (en gran part hongaresa), la classe patricia saxona (alemanya) i la lliure i militar dels Sículs. La unió es va dirigir contra tota la pagesia, independentment de l'ètnia, en resposta a la revolta camperola de Transsilvània. En aquest parlament típic de l'estament feudal, els camperols (ja fossin hongaresos, saxons, székely o romanesos) no estaven representats, i no es van beneficiar dels seus actes, ja que els plebeus no es consideraven membres d'aquests feudals "nacions".

## Estructura administrativa medieval a Transsilvània

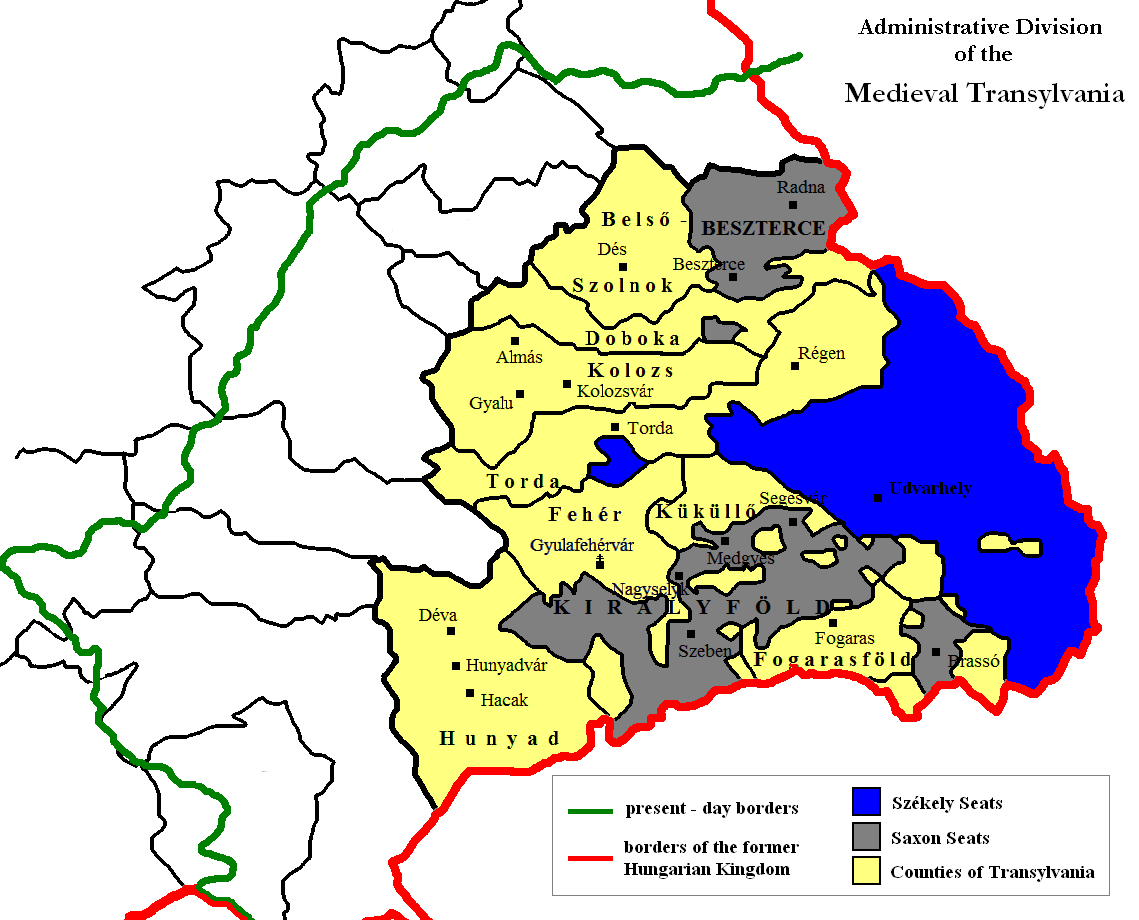
Territoris de les Tres Nacions

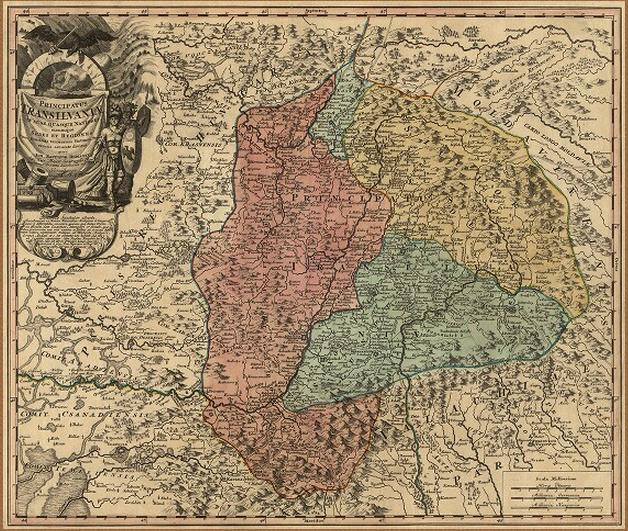
Els territoris de les Tres Nacions representats en un mapa realitzat per Johann Homann a les primeres dècades del segle XVIII

A l'època medieval, Transsilvània s'organitzava en dos tipus separats d'unitats territorials. Els comtats nobles (comitats) estaven governats per propietaris feudals. Aquí, la majoria de la població eren serfs hongaresos i romanesos. En altres regions, les nacions lliures Sículs i Saxons vivien sense propietaris feudals i tenien el privilegi reial de tenir autoritat local i autogovern.

## Esdeveniments que condueixen a la Unió
Amb l'ascens de l'Imperi Otomà, el 1421 es va organitzar una de les primeres grans campanyes militars otomanes contra parts transilvanes del Regne d'Hongria. Les forces invasores van entrar a la regió des de Valàquia. Els saxons i els székelys que vivien a la zona fronterera van intentar defensar-se, però van ser molt inferiors pels intrusos. El rei Sigismund no va ser capaç de reaccionar ràpidament perquè recentment havia heretat el tron de Bohèmia i hi va participar en les guerres husites. A més, les dietes de Transsilvània no s'havien organitzat durant dècades i no hi havia cap fòrum per coordinar els preparatius de defensa de les tres nacions. Deixats sols, el Burzenland saxó i la Seu Székely de Háromszék, ambdós a la regió fronterera, van ser devastats. Sigismund va reaccionar a l'atac només anys més tard, dirigint una sèrie de campanyes militars contra els otomans a Valàquia. Els otomans, aliats amb el voivode valac, van tornar el 1432 i el sud de Transsilvània va tornar a patir greus danys.
En el mateix període, els nobles i les autoritats eclesiàstiques de Transsilvània Central estaven preocupats per protestar i revoltar els serfs. Els camperols hongaresos i romanesos (vlacs) no estaven satisfets amb els elevats impostos i les restriccions a la seva lliure circulació. Les protestes camperoles disperses es van convertir en una greu revolta el 1437, quan els camperols i els nobles hongaresos van derrotar les tropes dels terratinents. La revolta Budai Nagy Antal va ser desencadenada per un intent del bisbe de Transsilvània de recaptar impostos. Tot i que la revolta va ser liderada pel noble hongarès Antal Nagy de Buda, va consistir en una coalició de diversos elements de la societat transsilvana. Això incloïa serfs hongaresos i romanesos, així com els burgesos de Kolozsvár (Klausenburg, Cluj), i va resultar en els impostos més baixos codificats pel tractat de Kolozsmonostor. Pál Vajdaházi, un dels líders de la revolta, va ser anomenat en aquest document com a vexilifer Universitatis regnicolarum Hungarorum et Valachorum huius principatus Hungariae (Abanderat de la Unió d'habitants hongaresos i romanesos d'aquesta província d'Hongria). En conseqüència, és possible que els rebels es consideressin habitants de la possessió dels hongaresos i romanesos (Universitas Hungarorum et Valachorum).

## Unió Germana (Unió de Kápolna)
Malgrat els problemes urgents que teníem a la mà, la dieta de Transsilvània encara no va ser convocada pel Voivode, cosa que va provocar que els diferents nobles iniciessin una reunió de les tres nacions. Després d'un buit de gairebé mig segle, les finques tenien l'oportunitat de debatre junts sobre les qüestions de Transsilvània. En aquesta ocasió, els nobles van establir una aliança amb els székelys i els saxons que encara tenien por de possibles incursions otomanes. L'aliança d'ajuda mútua, signada a Kápolna (actual Căpâlna), es deia Fraterna Unio (Unió Fraterna) i es va dissenyar per protegir els partits tant de les revoltes com dels atacs otomans. Tot i que l'existència de la Unió va ajudar els habitants indígenes a tornar a negociar i modificar parcialment els termes de l'acord anterior, l'aliança no va organitzar cap operació militar seriosa fins a finals de 1437. En aquell moment, l'aliança va derrotar l'oposició després de la mort del rei Sigismund al desembre.

## Fundació de la Unió de les Tres Nacions
Després de l'èxit de la campanya, l'aliança de nobles hongaresos, Székelys i l'elit saxona es va codificar a la Unio Trium Nationum ("Unió de les Tres Nacions") el 2 de febrer de 1438. Com la Unió Fraterna, la nova Unió es va proporcionar ajuda mútua contra les revoltes camperoles i els atacs otomans. La Unió es va assegurar que els (hongarès i romanès) servents van continuar sent exclosos de la vida política de Transsilvània, tot i que eren la majoria de la població en els comtats de Noble (Comitates). Els romanesos s’adheriren a l'ortodòxia oriental, que a l'Hongria predominantment catòlica era considerada herètica.
L'aliança dels tres estaments privilegiats va ser eficaç durant segles i va proporcionar el marc de les relacions internes i internacionals de Transsilvània. Després del segle xviii, quan es va acabar el perill dels atacs otomans o tàtars, la Unió es va convertir en una aliança dels tres estaments per protegir els seus drets adquirits els que no estaven representats a la dieta transsilvana. Al segle xix, el terme "tres nacions" es va carregar de consideracions ètniques, perquè els romanesos van ser, per tant, exclosos del govern de Transsilvània.
Al 1711, els búlgars de Alvinc i Deva (encapçalats pel líder de l'església Balázs Marinovics) i els armenis van afirmar també els privilegis d'una quarta i cinquena natio, però les seves demandes no es complien amb l'elevació de les seves comunitats perquè l'estatus privilegiat.